# Ido Lavie
Ido Lavie (hebräisch עידו לביא; * 8. März 1982 in Tel Aviv) ist ein israelischer Handballspieler.

## Karriere
Lavie begann schon in jungen Jahren beim Verein ASA Tel Aviv Handball zu spielen. Er spielte zunächst in den Kindermannschaften und dann in den Jugend- und Nachwuchsmannschaften des Vereins. Er spielte als Kreisläufer und zeichnete sich im Laufe der Jahre in der Verteidigung aus.
Lavie fungierte oft als zentrale Achse im Defensivspiel seines Vereins ASA Tel Aviv. Während seiner Zeit gewann sein Team alle Titel, die es in all den Jahren seines Bestehens gewonnen hatte: die Meisterschaft und den Staatspokal in der Saison 2001/02 sowie vier weitere Male den Staatshandballpokal. 2009 führte er sein Team zum Pokalsieg und erzielte in der letzten Spielminute das entscheidende Tor.
Lavie spielte für die Jugend-, Reserve- und A-Nationalmannschaft Israels. Er spielte von 2002 bis 2011 für die israelische Nationalmannschaft und war bis zu seinem Rücktritt ein Schlüsselspieler der ersten Mannschaft, hauptsächlich in der Innenverteidigung. In den Jahren 2008–2010 war er der einzige Spieler der Nationalmannschaft, der an allen israelischen Länderspielen teilnahm und galt damals als der beste Innenverteidiger Israels. Im Laufe seiner Karriere erlitt er zahlreiche Verletzungen, die seine Teilnahme an den Spielen der Nationalmannschaft beeinträchtigten.
Zertifiziert als Handballtrainer durch die Coaching School des Wingate Institute